# Мансур II (емір Тбілісі)
Мансур II (д/н — бл. 1083) — 14-й емір аль-Тефеліса у 1046—1054 роках і 1076—1083 роках.

## Життєпис
Походив з династії Джаффаридів. Син еміра Джафара III. Посів трон 1046 року, але негайно почав боротьбу з братом Абу'л-Хаджою. В результаті фактична влада в столиці перейшла до раїсів (старійшин).
1049 року зміг закріпитися в аль-Тефелісі, але 1054 року був повалений братом. Ймовірно втік до Балп Арслана, султана Сельджукидів. Проте після повалення 1062 року Абу'л-Хаджа емірат не було повернуто Мансуру II.
1076 року за невідомих обставин зумів повернути собі владу в еміраті, але був обмежений радою раїсів. Відомо, що у 1082—1083 роках карбував власні монети. Напевне був повалений Фадлом III, еміром Гянджі.